# Rostislav III av Kiev
Rostislav III av Kiev, död 1262, var storfurste av Kiev 1239.